# Tröllafoss
Der Tröllafoss (isl. tröll = „Trolle“, foss = „Wasserfall“) ist ein Wasserfall im Gebiet um die Hauptstadt von Island.
Dieser 10 m hohe Wasserfall in der Leirvogsá liegt etwa 2 km nördlich des Þingvallavegurs , ist jedoch über Wege zu den Gehöften erreichbar. 

## Trivia
Tröllafoss war der Name des seinerzeit größten Schiffes der Eimskip-Reederei. Es wurde 1948 in Los Angeles gebaut und 1964 an Südkorea verkauft, wo es 1973 strandete und verlorenging.